# За социалната свобода
„За социалната свобода: или Необходимите граници на индивидуалната свобода, произтичащи от условията на нашия социален живот“ е есе относно индивидуалната и обществената свобода, написано от британския философ Джон Стюарт Мил. За около тридесетина години след смъртта му, есето остава сред другите вещи на Мил в дома му в Авиньон, Франция, където той умира на 8 май 1873. До 1907 година то не е издавано, но през месец юни същата година е публикувано като специална статия в „Оксфорд енд Кеймбридж Ревю“. Оригиналният ръкопис, който е издаден със съдействието на госпожица М. Тейлър, единственият жив родственик по това време на Мил, e само уводът на самото есе, което така и не е напълно завършено под първоначално предвидената форма от Мил.

## Отношение към свободата
Есето не е написано в отговор на някои предишни неоспорими въпроси за свободата, а по-скоро за да разграничи същността на свободата що се отнася до индивидите и обществото. В есето Мил пише: „За момента не се ангажирам с въпроса дали човешката свобода в действителност съществува… Това, което искам да кажа, е насочено специално към тези, които признават нейното съществуване.” Една от първите идеи, които Мил поддържа е, че хората не могат да възприемат никаква друга форма на свободата освен тази на действието. „Свободният човек има право да действа; този, който няма право на действие, не притежава подобна свобода тъй като за нея не можем да посочим каквото и да е определение.” Той също твърди, че индивидуалното свобода по своята същност е относително понятие, което може да се определи само в индивидуални ситуации. Освен това той се позовава на „Индивидуалната теория за свободата“, която според него е доста популярна сред мъжете по онова време. Според тази теория, за да се сдобие със съвършена свобода, всеки човек трябва да притежава своя собствена, лична област на дейности, в която той може да върши това, което му харесва, без да бъде прекъсван стига това, което прави да не прекрачва границите на тази област. Мил оспорва тази теория и се опитва да изясни нейната неосъществимост.
Може би основният довод, който Мил извежда е за съществеността на свободата, която не е строго фиксирана, предварително уговорена или универсална. Мил пише: „В някои ситуации притежавам повече свобода, а в други по-малко.“ Считайки личния избор за символ на истинската свобода, той твърди, че само защото някой притежава някакъв избор не го прави напълно свободен, защото този избор винаги е ограничен, не е безграничен; тези избори винаги са в областта на нещо, което човек няма възможността да контролира.
Трудът на Мил разкрива сложната същност на свободата, която принадлежи едновременно на индивида и на обществото, в което той живее. Той се изправя срещу въпрос, който е предмет на изследване на хората още откакто възниква обществото и същевременно предизвиква и окуражава индивида да търси отговора на въпроса да истинската същност на свободата.

## Оформление на есето
Есето е разделено на четири части, всяка от които засяга определен аспект на свободата. Първата част представлява въведение, в което Мил изказва своите намерения. Следващите три части се отнасят до общоприетата идея за свободата, индивидуалната свобода и същностната природа на свободата.
|  | Тази страница частично или изцяло представлява превод на страницата On Social Freedom в Уикипедия на английски. Оригиналният текст, както и този превод, са защитени от Лиценза „Криейтив Комънс – Признание – Споделяне на споделеното“, а за съдържание, създадено преди юни 2009 година – от Лиценза за свободна документация на ГНУ. Прегледайте историята на редакциите на оригиналната страница, както и на преводната страница, за да видите списъка на съавторите. ВАЖНО: Този шаблон се отнася единствено до авторските права върху съдържанието на статията. Добавянето му не отменя изискването да се посочват конкретни източници на твърденията, които да бъдат благонадеждни. |